# Villy-en-Auxois
Villy-en-Auxois és un municipi francès, situat al departament de la Costa d'Or i a la regió de Borgonya - Franc Comtat. L'any 2007 tenia 243 habitants.

## Demografia

### Població
El 2007 la població de fet de Villy-en-Auxois era de 243 persones. Hi havia 104 famílies, de les quals 32 eren unipersonals (12 homes vivint sols i 20 dones vivint soles), 36 parelles sense fills, 24 parelles amb fills i 12 famílies monoparentals amb fills.
La població ha evolucionat segons el següent gràfic:
Habitants censats

### Habitatges
El 2007 hi havia 172 habitatges, 111 eren l'habitatge principal de la família, 22 eren segones residències i 39 estaven desocupats. 157 eren cases i 9 eren apartaments. Dels 111 habitatges principals, 87 estaven ocupats pels seus propietaris, 17 estaven llogats i ocupats pels llogaters i 7 estaven cedits a títol gratuït; 2 tenien una cambra, 5 en tenien dues, 16 en tenien tres, 26 en tenien quatre i 62 en tenien cinc o més. 76 habitatges disposaven pel capbaix d'una plaça de pàrquing. A 63 habitatges hi havia un automòbil i a 32 n'hi havia dos o més.

### Piràmide de població
La piràmide de població per edats i sexe el 2009 era:
| Homes | Edats   | Dones |
| ----- | ------- | ----- |
| 0     | 95 o +  | 4     |
| 0     | 90 a 94 | 0     |
| 0     | 85 a 89 | 4     |
| 0     | 80 a 84 | 0     |
| 0     | 75 a 79 | 20    |
| 8     | 70 a 74 | 4     |
| 12    | 65 a 69 | 12    |
| 12    | 60 a 64 | 8     |
| 8     | 55 a 59 | 4     |
| 8     | 50 a 54 | 8     |
| 4     | 45 a 49 | 4     |
| 0     | 40 a 44 | 12    |
| 8     | 35 a 39 | 4     |
| 8     | 30 a 34 | 4     |
| 8     | 25 a 29 | 4     |
| 4     | 20 a 24 | 4     |
| 4     | 15 a 19 | 0     |
| 0     | 10 a 14 | 0     |
| 0     | 5 a 9   | 8     |
| 4     | 0 a 4   | 8     |

## Economia
El 2007 la població en edat de treballar era de 139 persones, 90 eren actives i 49 eren inactives. De les 90 persones actives 84 estaven ocupades (45 homes i 39 dones) i 6 estaven aturades (3 homes i 3 dones). De les 49 persones inactives 18 estaven jubilades, 10 estaven estudiant i 21 estaven classificades com a «altres inactius».

### Ingressos
El 2009 a Villy-en-Auxois hi havia 107 unitats fiscals que integraven 235 persones, la mediana anual d'ingressos fiscals per persona era de 14.571 €.

### Activitats econòmiques
Dels 10 establiments que hi havia el 2007, 1 era d'una empresa de fabricació d'altres productes industrials, 1 d'una empresa de construcció, 3 d'empreses de comerç i reparació d'automòbils, 1 d'una empresa de transport, 1 d'una empresa de serveis, 1 d'una entitat de l'administració pública i 2 d'empreses classificades com a «altres activitats de serveis».
L'únic servei als particulars que hi havia el 2009 era un guixaire pintor.
L'únic establiment comercial que hi havia el 2009 era una botiga de menys de 120 m².
L'any 2000 a Villy-en-Auxois hi havia 13 explotacions agrícoles que ocupaven un total de 760 hectàrees.

## Equipaments sanitaris i escolars
El 2009 hi havia una escola elemental.

## Poblacions més properes
El següent diagrama mostra les poblacions més properes.